# Склянський Ефраїм Маркович
Ефраїм Маркович Скля́нський (31 липня (12 серпня) 1892, м. Фастів Київська губернія — 28 серпня 1925, США) — радянський військовий діяч Громадянської війни, найближчий співробітник Л. Д. Троцького, заступник Троцького на посаді голови Реввійськради РРФСР.

## Біографія
Народився 31 липня (12 серпня) 1892 року в місті Фастів Київської губернії. З 1899 року сім'я жила в місті Житомир. Закінчив гімназію з відзнакою. У 1911–1916 рр. навчався на медичному факультеті Київського університету. З липня 1913 року член РСДРП, пропагандист Київського комітету партії.
В армії з 1916 року: солдат запасного батальйону, лікар Піхотного Чорноморського полку.
Після Лютневої революції: в березні обраний головою солдатського комітету 38-ї дивізії і членом комітету 19-го армійського корпусу, з квітня голова 2-го армійського з'їзду, з травня голова армійського комітету 5 армії Північного фронту. Член Двінського комітету РСДРП(б).

## Партійна діяльність
З жовтня 1917 року в Петрограді, делегат 2-го Всеросійського з'їзду Рад, член Президії з'їзду від фракції більшовиків. Член Військово-революційного комітету Петроградської Ради.
Комісар Головного штабу і Ставки Верховного головнокомандування в Могильові. У березні — вересні 1918 р. член Вищої військової ради РРФСР. З 6 вересня член, а з 22 жовтня 1918 року заступник голови Революційної військової ради, з 1923 року — Реввійськради СРСР.
У 1920–1921 рр. член Ради Праці та Оборони і колегії наркомату охорони здоров'я РРФСР. Член ВЦВК і ЦВК. Делегат VIII, X, XII з'їздів партії.
11 березня 1924 року усунутий з усіх військових посад. Троцький писав: «Склянський був зміщений. На його місце був призначений Фрунзе, який командував до того військами в Україні. Фрунзе був серйозною фігурою. Його партійний авторитет, завдяки каторжній праці в минулому, був вище, ніж молодий ще авторитет Склянського. Фрунзе виявив під час війни безсумнівні здібності полководця. Як військовий адміністратор він був незрівнянно слабкіше Склянського». Б. Г. Бажанов, який займав у той час посаду особистого секретаря Сталіна, пояснює це боротьбою за владу всередині Політбюро:
У квітні 1924 року призначений головою правління тресту «Моссукно» (Об'єднані державні фабрики тонких сукон Московського району ВРНГ). У травні 1925 року був направлений у службове відрядження до Німеччини, Франції.
В 1925 році змінив Хургіна на посаді Голови правління «Амторгу» — єдиного на той час представництва СРСР в США.
У 1925 році при загадкових обставинах потонув разом зі своїм попередником Хургіним в озері, катаючись на човні поблизу селища Едіон, штат Нью-Йорк. Виїхавши кататися на моторному човні, довго не повертався; при пошуках знайшли човен перевернутим. Свідків нещасного випадку не було.
На думку Бажанова Бориса Георгійовича, Склянський був утоплений за наказом Сталіна.

## Нагороди та відзнаки
- Орден Червоного Прапора РРФСР (1923)